# Fakó lóantilop
A fakó lóantilop (Hippotragus equinus) az emlősök (Mammalia) osztályának párosujjú patások (Artiodactyla) rendjébe, ezen belül a tülkösszarvúak (Bovidae) családjába és a lóantilopformák (Hippotraginae) alcsaládjába tartozó faj.
Nemének a típusfaja.

## Előfordulása, alfajai
A fakó lóantilopnak 6 alfaját ismerik el, ezek pedig hatalmas területet népesítenek be:
- Hippotragus equinus bakeri Heuglin, 1863 – Szudán, Etiópia
- Hippotragus equinus cottoni Dollman & Burlace, 1928 – Angola, Botswana, Zambia, Malawi
- Hippotragus equinus equinus É. Geoffroy Saint-Hilaire, 1803 – Dél-afrikai Köztársaság, Zimbabwe, Mozambik és Namíbia
- Hippotragus equinus koba Gray, 1872 – Nyugat-Afrika (Gabon, Szenegál, Mali stb.)
- Hippotragus equinus langheldi Matschie, 1898 – Kelet-Afrika (Kenya, Tanzánia stb.)
- Hippotragus equinus sharicus Schwarz, 1913 – Nigéria, Niger, Csád

## Megjelenése
A fakó lóantilop alapvetően szürkésbarna színezetű, némi vöröses beütéssel. A lábak sötétebb árnyalatúak a test többi részénél. A fej szintén sötétbarna vagy fekete, ám a száj és a nagy, fekete orr és a szemek körül nagyobb fehér foltok láthatóak. A fakó lóantilop fülei szétállóak, vékonyak és hosszúak, hegyükön sötétbarna szőrpamacs díszlik. A 60-70 centiméteres farok végén is bozontos szőr található. Ennek a fajnak merev, rövid sörénye is van, amelynek a vége sötét színű. A fiatal egyedek sokkal világosabb színezetűek, és inkább vöröses-barnák.
Mindkét nem visel hátraívelő, végig bordázott szarvakat, azonban a bikák szarvai hosszabbak és vastagabbak – a fakó lóantilop átlagos szarvhossza 60-100 centiméter közötti.
A nemek hasonlóak, bár a hímek erőteljesebb felépítésűek és némileg nagyobbak. A faj példányainak hossza 220-265 centiméter körül mozog. A tehenek marmagassága 140-160 centiméter, tömegük pedig 225-275 kilogramm körül mozog, míg a bikák marmagassága 150-160 centiméter, tömegük pedig 260-300 kilogramm.

## Életmódja
A fakó lóantilopok a nap kevéssé meleg szakaszaiban, reggel, késő délután és estefelé legelésznek, a többi órát a fák árnyékában töltik. Elsősorban fűféléket fogyasztanak. Sosem távolodnak el túlzottan a vízlelőhelyektől (maximum 4 kilométerre), és egy év alatt mintegy 10 000 – napi 200-400 – hektárnyi területet használnak. A szomszédos csordák territóriumai között nincs átfedés. A csordák 6-15 (kivételesen akár 35) példányból, tehenekből és borjaikból állnak, amiket egy domináns bika vezet. Ez utóbbi árgus szemekkel figyeli csordájának mintegy 300-500 méteres sugarú körzetét, hogy megvédhesse azt az esetleges „trónkövetelőktől” vagy támadóktól.
A csordában uralkodó hierarchia folyamatos küzdelmek során alakul, amely a tehenek körében sem ritka. A szarvcsata többnyire „térdelő” pozícióban zajlik: a szembenálló felek mellső lábukra ereszkednek, és egymásnak feszülnek. A fiatal bikák 2,5 éves koruk táján elhagyják anyjuk csordáját, és 4-5 fős „agglegénycsordákba” tömörülnek.
A nagy termetű fakó lóantilopoknak nincs sok félnivalója a ragadozóktól, ennek megfelelően nem túlzottan félénk állat. Sőt, antilopoknál ritka módon nem csak fajtársaik ellen hajlandóak szarvaikat használni, hanem az esetleges ragadozókat is készek elűzni velük.

## Szaporodása
A domináns bikák a csordájuk nőstényeivel párosodnak, és fáradhatatlanul óvják őket az illetéktelen érdeklődőktől. A csordákért szarvukkal vívott küzdelmek ritkán járnak súlyos sérülésekkel.
A fakó lóantilop szaporodása nem évszakhoz kötött. A tehenek már 2-3 héttel borjuk világrajötte után termékennyé válnak, és miután 32-34 hónapos korukban elérték az ivarérettséget, akár 10-10,5 havonta képesek életet adni egy-egy kis antilopnak. A vemhesség 260-281 napig tart, és az egyetlen borjúnak a csordától távol adnak életet. A kis fakó lóantilopok a magas fűben rejtőznek 4-5 héten keresztül, anyjuk pedig rendszeresen visszatér hozzájuk, hogy táplálja őket. Ezt követően a már megerősödött borjak csatlakoznak az anyai csorda hasonló korú tagjaihoz.

## Természetvédelmi helyzete
A Nemzetközi Vörös Könyvet kiadó IUCN szerint a fakó lóantilopot nem fenyegeti a kihalás veszélye. Ghánában a CITES III. függelékébe tartozik. Példányszáma elsősorban területének pusztulása miatt csökken, bár korábban a sportvadászok és a helyiek kedvelt célpontja volt – az előbbiek trófeájáért, az utóbbiak húsáért vadászták. A cecelégy elleni harc során tudatosan mészároltak le több fakó lóantilopot.
A fakó lóantilop populációi a trópusi esőerdőktől északra és délre egyaránt megtalálhatók. Összességében nincsenek veszélyben, hiszen a becslések szerint kb. 76000 egyed él vadon. Egyes helyeken azonban rohamosan csökken a létszámuk, a védett és nem védett területeken egyaránt. Mindössze a populációk egyharmadának stabil a helyzete, a dél-afrikai magánterületeken még nő is a számuk. Az élőhelyek – legelőterületek – elvesztése jelenti az egyik nagy problémát, de a túlvadászat legalább akkora gond. Ugyan a harcias fellépése révén kevésbé veszélyeztetik a nagyragadozók, az ember ellen ez mit sem ér, értékes trófeája miatt kedvelt vadászzsákmány.
A fakó lóantilop ritka fajnak számít az állatkertekben, Európában mindössze 70-80 egyede él. Mivel viszonylag agresszív faj, nehezen tartható együtt nagy csapatban, illetve más fajokkal, nem egyszerű a tartása, amely megmagyarázza viszonylagos ritkaságát. A szaporodó csapatokban egy hímre jut több nőstény, jelentős hím felesleg alakult ki. Egyes állatkertek ezért úgynevezett „bachelor”, vagyis agglegény csapatokat alakítanak ki a fiatal bikák számára. Magyarországon a Győri Állatkertben látható.

## Képek

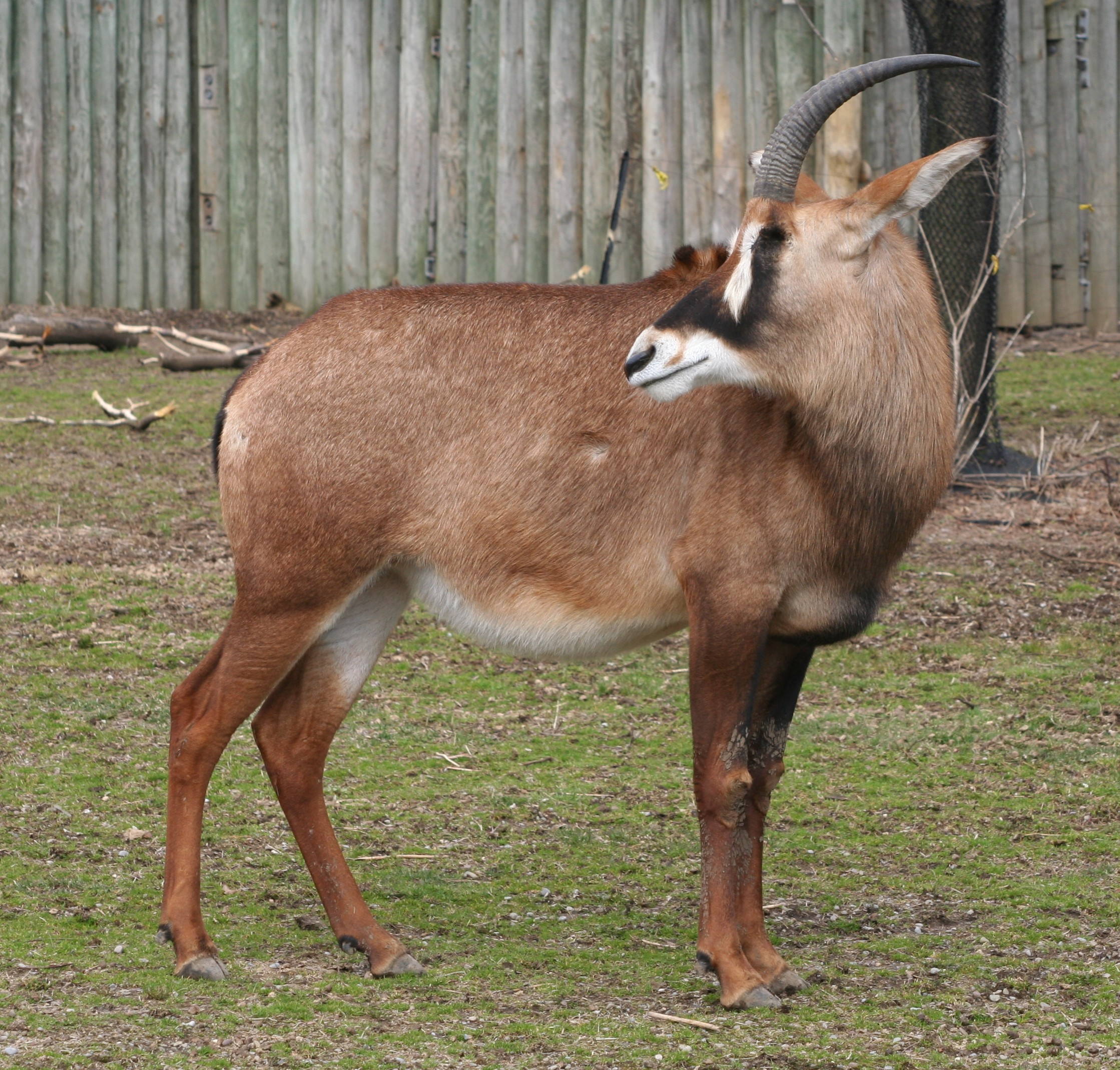
Hippotragus equinus cottoni alfaj az egyesült államokbeli Buffalo Zooban
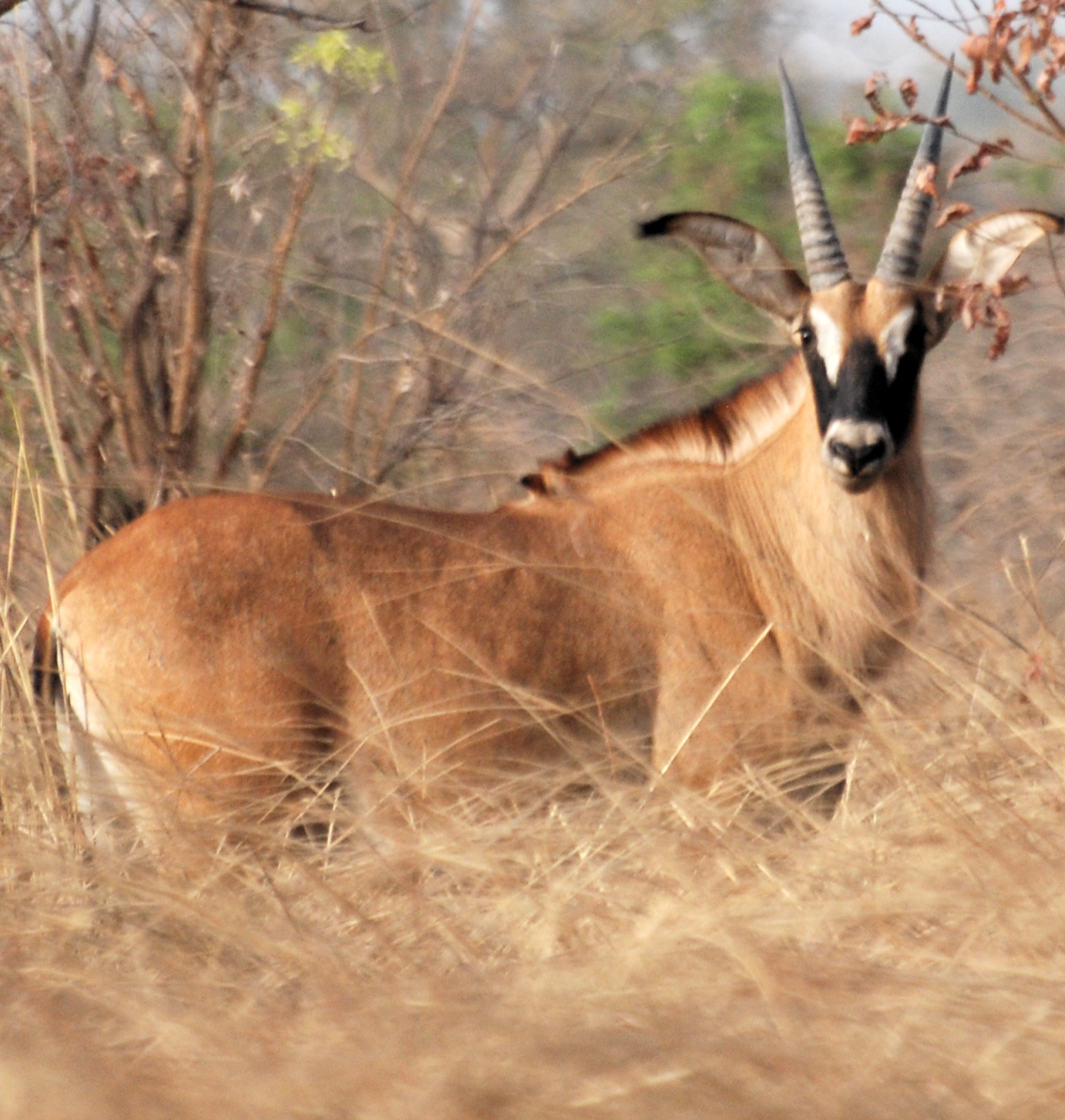